# Nazarköy, Kemalpaşa
Nazarköy là một xã thuộc huyện Kemalpaşa, tỉnh İzmir, Thổ Nhĩ Kỳ. Dân số thời điểm năm 2010 là 349 người.